# Кендал Џенер
Кендал Џенер (енгл. Kendall Jenner; Лос Анђелес, 3. новембар 1995) америчка је манекенка и ријалити личност. Најпознатија је по улози у ријалитију "Породица Кардашијан", Кендал је сада модел који ради за "Воуг" и "Харперин Базар".
Након што је радила у рекламним кампањама за штампу и фотографијама, Кендал је доживела велики успех 2014. и 2015. године ходајући модним пистама за познате модне дизајнере током "Модне недеље" у Њујорку, Милану и Паризу. Кендал Џенер је радила више послова као што су више насловница за часопис "Лав", насловнице за интернационална "Вог" издања, ходала је модном пистом за "Викторија'с сикрет". Кендал се нашла на шеснаестој позицији Форбесове листе најбогатијих модела за 2015. годину, зарађујући више од 4 милиона америчких долара. Од априла 2017. године, она је петнаеста најпраћенија позната личност на друштвеној мрежи Инстаграм.

## Почеци
Кендал Џенер рођена је у Лос Анђелесу, Калифорнији, као кћерка Олимпијца у пензији, Бруса Џенера, и мајке, телевизијске личности Крис Џенер. Кендал је добила своје средње име по Крисиној доброј пријатељици Никол Браун Томпсон, која је умрла мало раније пре него што Кендал родила.

## Лични живот
У мају 2014. године, Кендал је купила стан за 1,4 милиона америчких долара, који садржи два кревета и каду која је велика 2.5 метара. Кендал је за свој двадесети рођендан купила аутомобил вредан 100.000 америчких долара. Кендал је изјавила како не воли да прича о свом љубавном животу медијима. Кендал је на свом блогу написала да је стидљиве личности, и такође је написала на својој апликацији како је "100% хришћанин". Висока је 180 центиметара.